# Kiamba

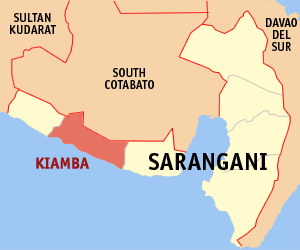
Bản đồ Sarangani với vị trí của Kiamba

Kiamba là một đô thị hạng 3 ở tỉnh Sarangani, Philippines. Theo điều tra dân số năm 2000, đô thị này có dân số 44.724 người trong 9.095 hộ.
Phía tây đô thị này giáp Maitum, phía đông giáp Maasim, phía bắc giáp South Cotabato, phía nam giáp Biển Celebes.

## Barangay
Kiamba được chia thành 19 barangay.
| - Badtasan - Datu Dani - Gasi - Kapate - Katubao - Kayupo - Kling (Lumit) - Lagundi - Lebe - Lomuyon | - Luma - Maligang - Nalus - Poblacion - Salakit - Suli - Tablao - Tamadang - Tambilil |